# Federico Donaver
Federico Donaver (Genova, 1861 – 1915) è stato uno storico e educatore italiano.

## Biografia
È conosciuto per essere stato l'autore di un libro sulla storia di Genova - Storia della repubblica di Genova - dato alle stampe per i tipi della Libreria Editrice Moderna di Galleria Mazzini, in prima edizione nel 1890, con riedizioni negli anni successivi.
È stato anche autore di un compendio sulle strade di Genova, Vie di Genova, pubblicato dalla stessa casa editrice nel 1912.
Per la scuola redasse a fine Ottocento il libro Casa nostra - Geografia e Storia, con nozioni di geografia conformi ai programmi per la 3ª classe elementare (il testo era definito in sottocopertina come Operetta adottata nelle scuole municipali di Genova) di cui sono state poi pubblicate dalla casa editrice Istituto dei Sordomuti varie edizioni rivedute ed ampliate. Il libro conteneva - oltre a carte geografiche illustrative - descrizioni particolareggiate di valore storico relative ad un periodo in cui la Liguria constava di due sole province, la provincia di Genova e l'allora provincia di Porto Maurizio.
Della città di Genova Donaver forniva, nel contesto dell'allora relativamente giovane nazione Italia, dettagliate descrizioni concernenti l'aspetto generale, l'orientamento, la popolazione e la suddivisione demografica, note sul porto, sulle stazioni ferroviarie, le strade e le piazze, i mercati, le passeggiate, i palazzi, i monumenti storici, i luoghi di culto religioso, gli stabilimenti di beneficenza, gli istituti di educazione, gli acquedotti (fra cui l'Acquedotto storico di Genova).
Ampiamente trattato era l'argomento del Cimitero monumentale di Staglieno, mentre riguardo al genovesato venivano fornite informazioni di carattere generale e, particolarmente, geografiche, con indicazioni delle montagne, dei capi e promontori, fiumi, laghi, isole, oltre che dei centri abitati principali.
Ugualmente, di Porto Maurizio venivano date indicazioni sulla città e il suo circondario, comprendente Sanremo.
Donaver fu autore di numerosi scritti, fra cui uno - Asilo Infantile Tollot di Genova. Memoria storico-pedagogica, del 1891, riguardante una particolare istituzione filantropica promossa dalla nobildonna Marchesa Giuseppina Tolot Lomellini e dedicata all'infanzia disagiata, di cui l'autore fu segretario all'epoca della fondazione.
Fra gli altri suoi scritti figurano: Un episodio della vita di Vincenzo Ricci (in Giornale ligustico di archeologia, storia e belle arti, fondato. Fondato e diretto Luigi Tommaso Belgrano e Achille Neri, anno 21, vol. 1, 1896) e Lettere di Bianca Rebizzo a Vincenzo Ricci (in Giornale storico e letterario della Liguria, diretto da Achille Neri e Ubaldo Mazzini, vol. 1, 1900)
Allo storico, la città natale ha dedicato una via, situata nel quartiere di San Fruttuoso.